# Godsend – A teremtés klinikája
A Godsend – A teremtés klinikája (eredeti cím: Godsend) 2004-ben bemutatott amerikai–kanadai horrorfilm. 
A filmet Mark Bomback forgatókönyve alapján Nick Hamm rendezte. A főbb szerepekben Greg Kinnear, Rebecca Romijn, Robert De Niro és Cameron Bright látható. A történet főszereplője a Duncan házaspár, akiknek egy rejtélyes orvos felajánlja, hogy klónozza elhunyt gyermeküket.
A Godsend jegyeladási szempontból közepesen teljesített, ugyanakkor a kritikusok negatívan fogadták.

## Cselekmény
Paul és Jessie Duncan (Greg Kinnear és Rebecca Romijn) boldog házaspár nyolcéves fiukkal, Adammal. Adam azonban nem sokkal nyolcéves születésnapja után meghal egy utcai balesetben. A gyászszertartásról távozó összetört szülőket egy férfi szólítja meg, Dr. Richard Wells (Robert De Niro). Dr. Wells felajánlja, hogy vissza tudja hozni az életbe Adamot klónozással, ami törvénytelen eljárás, ezért másik államba kell költözniük. Duncanék eleinte nem értenek egyet, de végül beleegyeznek. A klinika, ahol az orvos dolgozik, egy kisváros, Godsend mellett található. A klinika nem egyedül az orvosé, és Dr. Wells a tevékenységét titokban végzi; a többi alkalmazott csak annyit tud Jessie Duncan állapotáról, hogy veszélyeztetett terhes.
Az orvos lakást és Paulnak állást is szerez. A család gond nélkül él az „új” Adam nyolcéves koráig. Dr. Wells szoros kapcsolatban áll velük, Adam Richard bácsinak szólítja. Ezután Adamnek rémálmai lesznek. Dr. Wells elmagyarázza Paulnak, hogy ez ebben a korban normális. Elismeri azt is, hogy mivel Adam II elérte azt a kort, amikor Adam I meghalt, a további életének alakulása megjósolhatatlan. Adam II szinte minden éjszaka rémálmokat lát, amik gyakran nappal, éber állapotában is folytatódnak. Ilyenkor nem ismeri meg a szüleit.
Adam álmaiban ismétlődő motívumok vannak: egy Zachary nevű fiú egy iskola folyosóján mászkál, mialatt a többi gyerek nevet rajta. Máskor egy tanteremben egy papírkosarat gyújt fel, ilyenkor a gyerekek sikoltoznak. Gyakran előjön egy asszony arca is, akinek fejére egy kéz ácskalapáccsal lesújt. Adam lerajzolja az égő épületet és Zachary nevét is odaírja.
Adam látomásai megrémítik a szüleit és nappali életére is kihatnak. Az iskolában visszahúzódó és agresszív lesz a többi gyerek és a tanárok is tartani kezdenek tőle.
Egyik nap az egyik szülő a fiát keresve felhívja Duncanékat, ők azonban nem tudnak a fiú hollétéről, mivel Adam nem mond semmit róla. Paul azonban napközben látta, hogy a fia biciklije oda volt támasztva egy hídhoz, ahol a többi gyereké is. Másnap megtalálják az eltűnt gyerek holttestét, a folyóból emelik ki éppen akkor, amikor Duncanék arra mennek kocsival.
A rémült szülők Dr. Wells segítségét kérik, aki kifaggatja Adamot, időnként Zacharynak szólítva őt. Paul rájön, hogy a gyerek rémálmaiban látott iskola valóban létezik, Saint Pius a neve, ide járt Zachary és ő gyújtotta fel az iskolát. Zachary teljes neve Zachary Clark, ez alapján megtalálja egykori dadusát, aki gonosznak írja le a gyereket, akit egy alkalommal emiatt meg is akart fojtani a fürdőkádban, de végül nem tette meg. Zachary gyújtotta fel az iskolát és ölte meg a saját anyját egy kalapáccsal, majd a saját házukat is felgyújtotta, ott halt meg ő is. Amikor a nő azt is elmondja, hogy a fiú apja „egy tudósféle orvos volt”, Paul számára világossá válik, hogy a fiú apja Dr. Richard Wells lehet.
Paul megtalálja az orvost egy templomban és hevesen rátámad. Az orvos elismeri, hogy Adam klónozásához felhasználta Zachary DNS-ét is (ami nem volt teljes), abban a reményben, hogy a fiát visszahozhatja az életbe.
A heves vitát követően Dr. Wells egy ereklyetartóval fejbe vágja Pault, aki elterül a padlón és nyakából vér szivárog. Eközben Jessie a fiát keresi az erdőben, ahol rendszerint egy elhagyott faházba szokott menni. Adam a házuk pincéjében megtalálta Adam I fényképeit, amik rendkívüli mértékben hasonlítanak rá, ezt követően menekült el.
Jessie megtalálja a kunyhót és mielőtt a fia fejbe tudná vágni egy ácskalapáccsal, Paul is odaér.
Más pszichológussal konzultálva arra az elhatározásra jutnak, hogy a fiú állapotának javításához környezetváltozásra van szükség, ezért otthagyják Godsendet és Dr. Wellst és egy másik városba költöznek.
A költözés izgalmában a fiú nem vesz részt, egykedvűen az ablakon bámul kifelé. Amikor benéz a gardróbba, egy kéz kapja el, ami olyan dzsekibe van öltözve, mint amit az álmaiban látott.
Hat hónappal később Dr. Wells az újságokat böngészi, amikben az ő eltűnéséről írnak.

## Szereplők
| Színész             | Szerep              | Magyar hang    |
| ------------------- | ------------------- | -------------- |
| Greg Kinnear        | Paul Duncan         | Stohl András   |
| Rebecca Romijn      | Jessie Duncan       | Gubás Gabi     |
| Robert De Niro      | Dr. Richard Wells   | Reviczky Gábor |
| Cameron Bright      | Adam Duncan         | Jelinek Márk   |
| Janet Bailey        | Cora Williams       | Andresz Kati   |
| Christopher Britton | Dr. Lieber          |                |
| Jake Simons         | Dan Sandler         |                |
| Elle Downs          | Clara Sandler       |                |
| Zoie Palmer         | Susan Pierce        |                |
| Devon Bostick       | Zachary Clark Wells |                |
| Munro Chambers      | Max Shaw            |                |

## Fogadtatás

### Bevételi adatok
A film a nyitóhétvégéjén 6 800 617 dolláros bevételt ért el, ezzel a negyedik helyezést érte el. Az Amerikai Egyesült Államokban 14 379 751 , míg a többi országban 15 734 736 dollár bevételt termelt, így összbevétele 30 114 487 dollár lett.

### Kritikai visszhang
A filmet elutasítóan fogadták a kritikusok. A filmkritikusok véleményét összegző Rotten Tomatoes mindössze 4%-ot adott rá, 138 vélemény alapján. A weboldal összegzése kritizálta a nevetséges párbeszédeket, a sablonos cselekményt és a nézők olcsó sokkolásának túlzásokba eső alkalmazását.
A hasonló módszerrel összegző Metacritic 24%-ra értékelte a filmet, 32 vélemény alapján.

## Fordítás
Ez a szócikk részben vagy egészben  a   Godsend (film) című angol Wikipédia-szócikk fordításán alapul.  Az eredeti cikk szerkesztőit annak laptörténete sorolja fel. Ez a jelzés csupán a megfogalmazás eredetét és a szerzői jogokat jelzi, nem szolgál a cikkben szereplő információk forrásmegjelöléseként.